# Okręg wyborczy nr 11 do Sejmu Rzeczypospolitej Polskiej (1991–1993)
Okręg wyborczy nr 11 do Sejmu Rzeczypospolitej Polskiej (1991–1993) obejmował województwo wrocławskie. W ówczesnym kształcie został utworzony w 1991. Wybieranych było w nim 12 posłów w systemie proporcjonalnym.
Siedzibą okręgowej komisji wyborczej był Wrocław.

## Wybory parlamentarne 1991
Głosowanie odbyło się 27 października 1991.
| Komitet wyborczy                                      | Komitet wyborczy                                     | Głosów | %     | Mandaty | Wybrani posłowie                                     |
| ----------------------------------------------------- | ---------------------------------------------------- | ------ | ----- | ------- | ---------------------------------------------------- |
|                                                       | Unia Demokratyczna                                   | 75 211 | 20,77 | 3       | Władysław Frasyniuk, Barbara Labuda, Radosław Gawlik |
|                                                       | Sojusz Lewicy Demokratycznej                         | 45 213 | 12,49 | 2       | Józef Kaleta, Marek Mazurkiewicz                     |
|                                                       | Porozumienie Obywatelskie Centrum                    | 41 562 | 11,48 | 1       | Adam Lipiński                                        |
|                                                       | Wyborcza Akcja Katolicka                             | 30 927 | 8,54  | 1       | Richard Czarnecki                                    |
|                                                       | Kongres Liberalno-Demokratyczny                      | 30 050 | 8,30  | 1       | Zenon Michalak                                       |
|                                                       | Polskie Stronnictwo Ludowe Sojusz Programowy         | 19 246 | 5,32  | 1       | Janusz Maksymiuk                                     |
|                                                       | Konfederacja Polski Niepodległej                     | 18 653 | 5,15  | 1       | Wincenty Pycak                                       |
|                                                       | Niezależny Samorządny Związek Zawodowy „Solidarność” | 17 036 | 4,71  | 1       | Marek Muszyński                                      |
|                                                       | Polska Partia Przyjaciół Piwa                        | 11 355 | 3,14  | 1       | Zbigniew Eysmont                                     |
|                                                       | Solidarność Pracy                                    | 10 299 | 2,84  | –       |                                                      |
|                                                       | Partia Wolności                                      | 9491   | 2,62  | –       |                                                      |
|                                                       | Porozumienie Ludowe                                  | 8888   | 2,45  | –       |                                                      |
|                                                       | Chrześcijańska Demokracja                            | 9672   | 2,67  | –       |                                                      |
|                                                       | Unia Polityki Realnej                                | 7958   | 2,20  | –       |                                                      |
|                                                       | Polska Partia Ekologiczna – Zieloni                  | 3593   | 0,99  | –       |                                                      |
|                                                       | Region Wrocławski Ponad Podziałami                   | 2743   | 0,76  | –       |                                                      |
|                                                       | Kongres Rzeczypospolitej Samorządnej                 | 2678   | 0,74  | –       |                                                      |
|                                                       | Stronnictwo Demokratyczne                            | 1990   | 0,55  | –       |                                                      |
|                                                       | PETEP Polskie Towarzystwo Pielęgniarskie             | 1934   | 0,53  | –       |                                                      |
|                                                       | Stronnictwo Narodowe                                 | 1861   | 0,51  | –       |                                                      |
|                                                       | Stronnictwo Sprawiedliwości Społecznej               | 1792   | 0,49  | –       |                                                      |
|                                                       | Ruch Demokratyczno-Społeczny                         | 1659   | 0,46  | –       |                                                      |
|                                                       | Zdrowa Polska – Sojusz Ekologiczny                   | 1651   | 0,46  | –       |                                                      |
|                                                       | Ruch Chrześcijańsko-Społeczny „Przymierze”           | 1376   | 0,38  | –       |                                                      |
|                                                       | Partia Konserwatywno-Liberalna                       | 886    | 0,24  | –       |                                                      |
|                                                       | Ruch Powszechnej Własności                           | 871    | 0,24  | –       |                                                      |
|                                                       | Wyborczy Blok Mniejszości                            | 836    | 0,23  | –       |                                                      |
|                                                       | Mniejszość Niemiecka                                 | 802    | 0,22  | –       |                                                      |
|                                                       | Strażacki Społeczny KW                               | 671    | 0,19  | –       |                                                      |
|                                                       | Polski Związek Zachodni                              | 559    | 0,15  | –       |                                                      |
|                                                       | Blok Ludowo-Chrześcijański                           | 455    | 0,13  | –       |                                                      |
|                                                       | Białoruski KW                                        | 161    | 0,04  | –       |                                                      |
| Frekwencja: 45,37% Źródło: Państwowa Komisja Wyborcza |                                                      |        |       |         |                                                      |